# 華燭の祭典
3楽章の幻想曲『華燭の祭典』（かしょくのさいてん、伊: Festa di Nozze, Fantasia in 3 Tempi ）は、イタリアのジュゼッペ・マネンテが作曲した楽曲である。吹奏楽曲として作曲されたが、日本ではマンドリンオーケストラ版の方が広く知られている。

## 概要
マネンテが歩兵第3連隊軍楽隊の隊長を務めていた1903年頃に作曲され、1907年に出版された。吹奏楽のための3楽章構成の幻想曲として書かれている。古いスタイルの吹奏楽編成のため、今日では本国イタリアにおいてもほとんど演奏されていない。
作曲者と親交のあった中野二郎が、1960年頃にイタリアの出版社から楽譜を入手してマンドリンオーケストラのために編曲した。このマンドリンオーケストラ版は、中野が顧問を務めていた同志社大学マンドリンクラブによって1966年に初演され、それ以降日本におけるマンドリンオーケストラの主要なレパートリーとなっている。
曲名および各楽章のタイトルの日本語訳は中野によるもので、これが定訳となっている。

## 楽曲構成
- 第1楽章 人々の祝福（Movimento di gioia nel popolo ） Allegro con brio
- 第2楽章 教会にて（In chiesa ） Andante religioso
- 第3楽章 家族の祝宴（Festa in famiglia ） Allegro festoso